# قائمة العبارات اللاتينية
في هذه الصفحة قوائم الترجمة المباشرة بالإنجليزية اللعبارات اللاتينية المشتركة، مثل فيني، فيدي، فيتشي وإلى آخرة. بعض العبارات هي نفسها ترجمة العبارات اليونانية، لأن البلاغة اليونانية والأدب كان لهما تقدير كبير عند روما القديمة لأن الخطابة اللاتينية والأدب كان لايزالان في مرحلة النضج.
يجب أن تكون على علم بأن i الحرف اللاتيني يمكن أن يستخدم إما ساكن أو متحرك. عندما تستخدم على النحو المتحرك، غالبا ما يستعاض عنه بالحرف j، والذي كان في الأصل مجرد i «حرف هجائي طويل» الذي تم استخدامه في المواقف المبدئية، عندما وقع بين اثنين من أحرف متحركة أخرى. هذه الاتفاقية في القرون الوسطى هي الأكثر شيوعا في الحفاظ على المصطلحات القانونية، وبالتالي عبارات مثل de iure غالبا ما تكون مكتوبة de jure. في هذه القائمة، سوف يكون الشكل الأكثر شيوعا في عبارة واحدة هي مدرجة تحت، هكذا : de jure وتستخدم بدلا من de iure، وalea iacta est بدلا من alea jacta est.
لعرض كل الصفحات الست من العبارات على وثيقة واحدة مطولة، انظر:
- قائمة من العبارات اللاتينية (كاملة)

القائمة أيضا مقسمة حسب الترتيب الأبجدي في عشرين صفحة:
| - قائمة من العبارات اللاتينية : أ - قائمة من العبارات اللاتينية : ب - قائمة من العبارات اللاتينية : ج - قائمة من العبارات اللاتينية : د - قائمة من العبارات اللاتينية : ه - قائمة من العبارات اللاتينية : و - قائمة من العبارات اللاتينية : ز - قائمة من العبارات اللاتينية : ح - قائمة من العبارات اللاتينية : ط - قائمة من العبارات اللاتينية :ي | - قائمة من العبارات اللاتينية : ك - قائمة من العبارات اللاتينية : ل - قائمة من العبارات اللاتينية : م - قائمة من العبارات اللاتينية : ن - قائمة من العبارات اللاتينية : س - قائمة من العبارات اللاتينية : ع - قائمة من العبارات اللاتينية : ف - قائمة من العبارات اللاتينية : ص - قائمة من العبارات اللاتينية : ق - قائمة من العبارات اللاتينية : ر |

## وصلات خارجية
- InterTran اللاتينية -> الترجمة الإنجليزية
- الاختصارات اللاتينية
- القواميس اللاتينية، وصول سريع إلى الآلاف من المصطلحات اللاتينية والعبارات والتعابير والكلمات
- شعار مولد اللاتينية
- الأفكار المقتبسة من اللاتينية
- الأمثال والعبارات اللاتينية، التي نظمها الموضوع
- اللغة اللاتينية عبر الأمثال : 4000 مثل وشعارات وأقوال لطلبة أمريكا نسخة محفوظة 16 يناير 2021 على موقع واي باك مشين.، محرك بحث، جنبا إلى جنب مع صوت أمريكا، والألعاب وغيرها من المواد التعليمية
- قاموس القانون من قبل جون بوفير (1856)
- اقتباس اللاتينية اقتباس عشوائي للاتينية، أمثال وأقوال وكلمات
- خاصةً موقع Dictionary.com